# Saint-Vincent-des-Prés, Sarthe
Saint-Vincent-des-Prés är en kommun i departementet Sarthe i regionen Pays de la Loire i nordvästra Frankrike. Kommunen ligger i kantonen Mamers som tillhör arrondissementet Mamers. År 2022 hade Saint-Vincent-des-Prés 503 invånare.

## Befolkningsutveckling
Antalet invånare i kommunen Saint-Vincent-des-Prés
| Referens: INSEE |